# Аусехо
Аусехо (ісп. Ausejo) — муніципалітет в Іспанії, у складі автономної спільноти Ла-Ріоха. Населення — 966 осіб (2009).
Муніципалітет розташований на відстані близько 250 км на північний схід від Мадрида, 25 км на південний схід від Логроньйо.

## Демографія
Динаміка населення (INE ):

## Галерея зображень

Розташування муніципалітету